# Spread de crédit
Le spread de crédit ou spread vient d'un mot anglais qui veut dire écart et désigne l'écart de taux actuariel entre :
- une obligation émise par une entreprise, une collectivité territoriale ou un organisme ;
- et un emprunt d'État théorique qui aurait les mêmes flux financiers.

En France, il est officiellement nommé « écart de crédit » (arrêté du 7 juillet 1994 (J.O. du 31 juillet 1994)).

## Composition théorique
Il représente la somme :
- d'une estimation de l'espérance mathématique du risque de défaut de l'emprunteur pendant la durée du prêt ;
- et d'une prime de liquidité, c'est-à-dire une estimation du coût de négociation de l'instrument.

## Pratiques de marché
La modélisation des risques de crédit posés par les entreprises est compliquée et malaisée. À la limite, dans la mesure où elle est éminemment statistique et donc dépendante de la taille du portefeuille  d'investissement, elle diffère selon les investisseurs… La facilité incite donc souvent à évaluer un spread de crédit par comparaison avec d'autres dettes déjà évaluées par le marché, obligations ou, de plus en plus, credit default swaps des émetteurs de même notation.

## Évolution
Les spreads de crédit connaissent des évolutions importantes et rapides, aussi bien en ce qui concerne un émetteur particulier qu'une catégorie d'émetteurs. Pris globalement, ils dépendent :
- de l'offre et de la demande globale de capitaux ;
- de la demande de capitaux par les États, premiers emprunteurs (plus de 50 %) sur le marché obligataire ;
- des perspectives de la conjoncture économique : si celles-ci sont bonnes, les risques de faillite diminuent et donc les spreads de crédit normalement diminuent ; inversement, en cas de perspectives de récession, les spreads de crédit augmenteront.

Ils sont de facto liés à l'évolution des marchés d'actions.
Ainsi, dans l'ensemble, ils ont une évolution contraire à celle des taux d'intérêt en général, à commencer par ceux des emprunts d'État à moyen et long terme qui, eux, vont baisser en cas d'anticipation d'une récession et augmenter en cas de forte croissance économique.

## Mode de calcul
Le spread de crédit est l'écart de taux actuariel dont il faut décaler de façon uniforme et parallèle la courbe des taux zéro-coupon des emprunts d'État pour, en actualisant les flux financiers de l'obligation sur cette nouvelle courbe, aboutir au prix, constaté sur le marché, de l'obligation.
Avant la généralisation de l'usage d'ordinateurs à forte puissance de calcul, on utilisait simplement l'écart entre le taux actuariel de l'instrument et celui d'un emprunt d'État de durée voisine, mais cette méthode est assez imprécise et tend progressivement à disparaître.

## Swap spreads
Le premier des spreads de crédit est bien sûr celui entre la courbe des taux des swaps et celle des emprunts d'État. C'est non seulement la mesure principale du niveau des spreads de crédit mais également leur instrument de couverture privilégié. Un exemple fameux est celui de la crise de l'été 1998 où des banques américaines confrontées à un fort risque de défaut de la Russie se couvrirent en achetant massivement des emprunts d'État seuls ou contre des swaps.